# Asylbewerber
Als Asylbewerber oder Asylsuchende, in Österreich Asylwerber, werden Personen bezeichnet, die in einem anderen Staat als dem ihrer Herkunft Asyl suchen und beantragen, also Aufnahme und Schutz vor politischer, religiöser oder sonstiger Verfolgung.
Der seit den 1970er Jahren in deutschsprachigen Staaten übliche Ausdruck Asylant ist mit abwertenden Konnotationen behaftet. Sprachwissenschaftler sehen darin einen Ausdruck von Fremdenfeindlichkeit.
Das Völkerrecht unterscheidet Asylbewerber von Flüchtlingen (Menschen, die zur Flucht gezwungen sind) und von Migranten (Menschen, die ihr Land aus eigenem Antrieb verlassen). Sobald eine Person in einem anderen Staat einen Asylantrag gestellt hat, über den noch nicht entschieden wurde, gilt sie rechtlich als Asylbewerber.
Der Staat, in dem ein Asylbewerber Aufnahme sucht, prüft in einem Asylverfahren, ob ein Anspruch auf Asyl besteht, ob er einen Schutzstatus erhält und falls ja, welchen. Asylberechtigt sind Personen, die als politisch Verfolgte anerkannt wurden. Auch Asylbewerber, die als Flüchtling nach der Genfer Konvention oder subsidiär Schutzberechtigte anerkannt wurden, können ein Aufenthaltsrecht erhalten.

## Bezeichnungen
Das Wort Asylant ist zwar morphologisch von Asyl abgeleitet, aber nicht allein daraus entstanden. Denn es diente als ungenauer Sammelbegriff für Migranten, ohne zwischen im Asylverfahren befindlichen Antragstellern, Asylberechtigten oder abgelehnten, geduldeten oder abgeschobenen Asylbewerbern zu unterscheiden. Diese systematische Unschärfe enthielt das Wort von Beginn an. Dem Diskurstheoretiker Jürgen Link zufolge gehört es zu einer Gruppe von Substantiven, bei denen die Endsilbe -ant eine abwertende, pejorative Bedeutung für „üble Charaktere“ hat. Der Soziologin Ute Gerhard zufolge dient das Wort zur Ausgrenzung von Menschengruppen. Der Kommunikationswissenschaftler Georg Ruhrmann stellte in einer empirischen Vergleichsstudie fest, dass es häufig mit Flutmetaphern wie Asylantenflut und Diffamierungen wie Asylbetrüger und Asylschwindler verbunden auftritt. Es lege Assoziationen zu ähnlich negativen Substantiven wie Bummelant, Querulant und Simulant nahe. Andere verwiesen demgegenüber auf Einzelbeispiele, wo das Wort synonym zu Asylbewerber auftrat. Auch sie stellen die häufige negative Konnotation fest, verorten sie aber eher im Kontext als im Wort selbst.
In der Bundesrepublik Deutschland wurde der Neologismus Asylant seit etwa 1970 in Medien und Staatsbehörden üblich. So betitelte die rechtsextreme Wochenzeitung Deutsche Nachrichten 1971 einen Artikel mit Anstieg der Asylantenflut. Nach Jürgen Link ersetzte Asylant seit 1973 in Ausländerbehörden, dann auch in Medien die Ausdrücke Flüchtling und Verfolgter. Der Ausdruck habe als „diskursive Brechstange“ gewirkt, um Asylsuchenden negative soziale Verhaltensweisen zuzuschreiben und um Ausländerthemen in einem nationalistischen und rassistischen Rahmen zu diskutieren. So habe das neu entstandene Wort die Verbreitung von Ausländerfeindlichkeit begleitet und begünstigt. Andere Linguisten und Medienwissenschaftler bestätigten diese These.
Seit etwa 1978 etablierte sich Asylant auch in politischen Debatten. Bundestagsabgeordnete benutzten den Ausdruck für bundesweit zu verteilende Asylsuchende. Medienberichte bezeichneten in Sammelunterkünften untergebrachte oder neu ankommende Migranten so, etwa in der stereotypen Kombination Zustrom von Asylanten. Damit waren negative Konnotationen eines fehlenden Asylanspruchs und Aufenthaltsrechts wie auch bestimmter stereotyper Verhaltensweisen verbunden. Dies wurde 1980 erstmals kritisiert: „Irgendein sprachlicher Übeltäter hat aus den in der Bundesrepublik Deutschland Asylsuchenden ‚Asylanten‘ gemacht und sie damit geistig abgeschoben.“ Gleichwohl blieb das Wort Asylant in deutschen Medien gängig.
1980 wählte die Gesellschaft für deutsche Sprache Asylant auf den zweiten Platz ihrer semantischen Rangliste Wort des Jahres in Deutschland. Im selben Jahr erschien das Wort erstmals im Duden, definiert als „Bewerber um Asylrecht“. Damit trat die Erinnerung an die historischen Umstände dieser Wortschöpfung zurück, die laut dem Migrationsforscher Klaus Jürgen Bade ursprünglich als Kampfbegriff zur Delegitimierung von Asylansprüchen entstanden war. Auch manche Nichtregierungsorganisationen zum Flüchtlingsschutz benutzten seither den Ausdruck. Mit dem Wort Scheinasylant wurde die denunziatorische Bedeutung des Wortes Asylant verdoppelt.
In den Folgejahren wurde Asylant oft mit Worten wie Wirtschaftsasylant oder Scheinasylant kombiniert und so im Sinne von Wirtschaftsflüchtling verstanden. Es wurde Teil eines assoziativen Wortfelds, zu dem fremdenfeindliche Ausdrücke wie Asylantenflut, Asylmissbrauch, Asylbetrüger, Flüchtlingsstrom sowie rassistische Ausdrücke wie Durchmischung, Durchrassung und andere gehörten. Im Kontext politischer Debatten um das bundesdeutsche Asylrecht und die Einwanderungspolitik wurden diese Ausdrücke besonders in den Jahren 1986 und 1991–1993 auch von Wissenschaftlern stark kritisiert: Sie schürten Ablehnung und Ausgrenzung der so bezeichneten Menschengruppen und seien somit für Gewalttaten gegen sie mitverantwortlich.
Die Bildzeitung bewarb im Herbst 1991 zwei ihrer Artikelserien (Die Asylanten – Report über ein deutsches Problem und Asylanten im Revier) auf großen Plakatwänden. Die Artikel wiederholten den Ausdruck oft in negativen Kontexten. Auch als seriös geltende Medien wie die Frankfurter Allgemeine Zeitung (Dämme gegen die Asylanten-Springflut, 28. Mai 1980), die Zeitschrift Der Spiegel und andere trugen zur Verbreitung des Ausdrucks und dessen negativer Konnotierung bei. Ute Gerhard analysierte eine Fülle solcher Medienberichte der frühen 1990er Jahre und stellte die starke Ähnlichkeit ihrer Wortwahl mit denen der National-Zeitung (Asylanten-Springflut in Deutschland) und anderen rechtsextremen Medien heraus. Sie beurteilte diese Ähnlichkeit als Ausdruck eines Extremismus der Mitte. Wegen der Reihe von rassistischen Morden der frühen 1990er Jahre und auch wegen der sprachwissenschaftlichen Kritik trat der Ausdruck ab 1993 in den deutschen Medien zurück und wurde statistisch durchschnittlich noch in etwa zwei (nach zuvor zehn) Artikeln eines Mediums im Jahr verwendet.
Nach einer 2014 erschienenen Studie der Berliner Humboldt-Universität haben neutralere Ausdrücke („Menschen mit Migrationshintergrund“) die negative Einstellung vieler Deutscher zu „Asylanten“ sowie die rassistische Konnotation dieser und verwandter Ausdrücke nicht verändert. Sie werden laut Sprachforscher Martin Wengeler weiter mit Sprachbildern kombiniert, die Chaos und Bedrohung assoziieren lassen, etwa Wassermetaphern (Flut, Strom, Welle, Boot), Militärmetaphern (Ansturm, Abwehr, verschärfte Lage an den Grenzen, Einfallsroute) oder Warenmetaphern („Import“ und „Export“ von Arbeitskräften). Worte wie „Armutsflüchtlinge“ seien als Mittel der Ausgrenzung von Migranten hinzugekommen. „Flüchtling“ ohne Zusatz werde dagegen weniger diskriminierend als früher verwendet. In den 1980er Jahren hätten auch konservative Parteien Worte wie „Asylmissbrauch“, „Scheinasylanten“ oder „Wirtschaftsasylanten“ auf Wahlplakaten verwendet. „Asylant“ sei durch häufigen abwertenden Gebrauch zum Schimpfwort geworden. Heute würden diese Worte eher am rechten bis rechtsextremen Rand benutzt. Jedoch unterschieden sich die Argumentationsmuster gegen die Aufnahme von Flüchtlingen zwischen Konservativen und Rechtspopulisten kaum.

## Anspruchsgrundlagen
Der Flüchtlingsbegriff wird aus dem Wortlaut des Artikels 1 der Genfer Flüchtlingskonvention vom 28. Juli 1951 (SR 0.142.30) abgeleitet. Demnach ist ein Flüchtling jede Person, die aus der begründeten Furcht vor Verfolgung wegen ihrer Rasse, Religion, Nationalität, Zugehörigkeit zu einer bestimmten sozialen Gruppe oder wegen ihrer politischen Überzeugung sich außerhalb des Landes befindet, dessen Staatsangehörigkeit sie besitzt, und den Schutz dieses Landes nicht in Anspruch nehmen kann oder wegen dieser Befürchtungen nicht in Anspruch nehmen will; oder die sich als Staatenlose infolge solcher Ereignisse außerhalb ihres Wohnsitzstaates befindet und dorthin nicht zurückkehren kann oder wegen der erwähnten Befürchtungen nicht zurückkehren will.
Auch die Allgemeine Erklärung der Menschenrechte, welche im Jahr 1948 von der Generalversammlung der Vereinten Nationen verabschiedet wurde, kann als Basis für den Schutz von Flüchtlingen und den Umgang mit Asylbewerbern herangezogen werden. Sie gilt als universelles Dokument, welches die Grund- und Freiheitsrechte des Menschen definiert. Zu ihnen gehören unter anderem auch der Schutz vor Folter, Körperstrafen und entwürdigender Behandlung, die Reisefreiheit und das Recht auf ein faires Verfahren durch ein unabhängiges Gericht.
Näher inhaltlich ausgestaltet werden die Voraussetzungen für den Anspruch auf Flüchtlingsschutz in der Richtlinie 2004/83/EG des Rates vom 29. April 2004 über Mindestnormen für die Anerkennung und den Status von Drittstaatsangehörigen oder Staatenlosen als Flüchtlinge oder als Personen, die anderweitig internationalen Schutz benötigen, und über den Inhalt des zu gewährenden Schutzes, oft kurz auch „Qualifikationsrichtlinie“ genannt. Sie regelt auch die aus der Rechtsstellung als Flüchtling oder Person mit „subsidiärem Schutz“ abzuleitenden sozialen und sonstigen Rechte, z. B. die Rechte der Familienangehörigen von Flüchtlingen. Die Richtlinie gilt in den meisten Staaten der Europäischen Union, außer in Dänemark, Großbritannien und Irland, musste jedoch durch nationale Rechtsvorschriften umgesetzt werden. Eine Neufassung der Qualifikationsrichtlinie mit einigen Modifikationen (Richtlinie 2011/95/EU des Europäischen Parlaments und des Rates vom 13. Dezember 2011 über Normen für die Anerkennung von Drittstaatsangehörigen oder Staatenlosen als Personen mit Anspruch auf internationalen Schutz, für einen einheitlichen Status für Flüchtlinge oder für Personen mit Anrecht auf subsidiären Schutz und für den Inhalt des zu gewährenden Schutzes) ist bereits in Kraft getreten, bedarf jedoch noch der nationalen Umsetzung bis spätestens 21. Dezember 2013.

### Deutschland

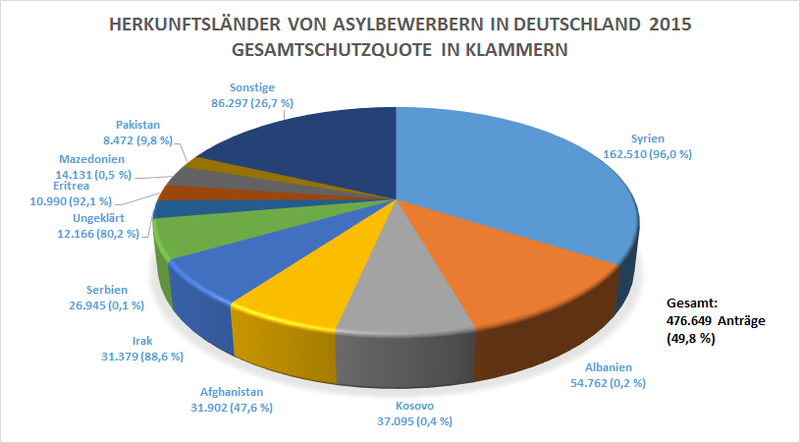
Herkunftsländer der Asylbewerber in Deutschland 2015 (Gesamtschutzquote in Klammern)

Politisch Verfolgte erhalten Asyl nach Art. 16a Grundgesetz, soweit sie nicht aus der EU oder einem sonstigen sogenannten sicheren Drittstaat einreisen oder soweit nicht ein anderes Land im EU-Raum aufgrund der Dublin-Verordnung für sie zuständig ist. Asylbewerber, die über die Landgrenzen nach Deutschland einreisen, werden entsprechend der Drittstaatenregelung ohne inhaltliche Prüfung ihres Asylantrages in die jeweiligen sicheren Drittstaaten zurückgewiesen (alle an Deutschland angrenzenden Staaten gelten als sichere Drittstaaten). Nur wenn sich kein Drittstaat zur Rücknahme der Betroffenen bereit erklärt oder der konkrete Durchreisestaat nicht bestimmt werden kann, kommt es zum Asylverfahren in Deutschland.

Der Ablauf des Asylverfahrens ist im Asylgesetz (AsylG) geregelt und war bis ca. 2007 stark vom nationalen Grundrecht auf Asyl nach Art. 16a GG geprägt, dessen Voraussetzungen enger sind als die Voraussetzungen des anerkannten Flüchtlings nach der Genfer Flüchtlingskonvention (GFK). Die Asylberechtigung wird grundsätzlich nur nach erlittener staatlicher Verfolgung im Heimatland zuerkannt; das ist für die Erfüllung der Flüchtlingseigenschaft grundsätzlich keine Voraussetzung. Erst seit 2007 ist nach Umsetzung der Qualifikationsrichtlinie neben der Asylberechtigung ein neuer Status, nämlich die Zuerkennung der Flüchtlingseigenschaft, § 3 Abs. 1 und 4 Asylgesetz i. V. mit (§ 60 Abs. 1 Aufenthaltsgesetz), geschaffen worden. Er wird ggf. neben der Asylberechtigung nach Art. 16 a GG oder auch ohne Asylberechtigung zuerkannt. 
Kommt es nicht zur Anerkennung der Asylberechtigung oder zur Zuerkennung der Flüchtlingseigenschaft, kommt ggf. die Gewährung von subsidiärem Schutz in Betracht. Das ist der Fall, wenn dem Antragsteller ein ernsthafter Schaden nach § 4 Abs. 1 AsylG droht. Weiterhin können Abschiebungsverbote nach § 60 Abs. 5 und 7 AufenthG für die Person des Antragstellers vorliegen.
Für die Prüfung der Verfolgungsgründe ist das Bundesamt für Migration und Flüchtlinge zuständig, mit Hauptsitz in Nürnberg und zahlreichen Außenstellen in allen Bundesländern. Der Asylbewerber muss die Verfolgungsgründe bei der Anhörung umfassend und glaubhaft vorbringen. Entscheider des Bundesamtes, die seit 2005 Weisungen des Bundesinnenministeriums unterliegen, befinden dann über die tatsächliche und rechtliche Bewertung der Asylanträge. Während ihres Asylverfahrens, das wenige Wochen, aber auch mehrere Jahre dauern kann, sind die Antragsteller anfangs nach § 47 AsylG in Erstaufnahmeeinrichtungen, später nach § 53 AsylG überwiegend in Gemeinschaftsunterkünften untergebracht und müssen sich meist im zugewiesenen Landkreis oder jedenfalls Bundesland aufhalten (Residenzpflicht).
Im Asylbewerberleistungsgesetz (AsylbLG) sind seit 1993 die sozialen Leistungen an Asylbewerber geregelt. In den ersten drei Monaten ihres Aufenthalts (vor dem 6. November 2014: in den ersten 9 Monaten ihres Aufenthalts; vor dem 6. September 2013: in den ersten 12 Monaten ihres Aufenthalts) gilt für Asylbewerber ein absolutes Arbeitsverbot. Auch danach wird die Beschäftigung nur in Ausnahmefällen gestattet. Die seit 1993 unveränderte Höhe der Leistungen nach dem AsylbLG lag um etwa 40 Prozent unterhalb des Regelsatzes nach SGB II (Arbeitslosengeld II), was das Bundesverfassungsgericht am 18. Juli 2012 für grundgesetzwidrig erklärte, den Gesetzgeber mit einer Anhebung auf das Existenzminimum beauftragte und übergangsweise selbst Leistungssätze festlegte.
Asylberechtigte nach Art. 16a GG erhalten eine Aufenthaltserlaubnis nach § 25 Abs. 1 AufenthG, anerkannte Flüchtlinge nach § 3 Abs. 1 AsylG erhalten eine Aufenthaltserlaubnis nach § 25 Abs. 2 Alt. 1 AufenthG. Ausländern, denen subsidiärer Schutz (§ 4 Abs. 1 AsylG) gewährt wird, erhalten eine Aufenthaltserlaubnis nach § 25 Abs. 2 Alt. 2 AufenthG. Werden Abschiebungsverbote nach § 60 Abs. 5 und 7 AufenthG festgestellt, erhalten die Personen in der Regel eine Aufenthaltserlaubnis nach § 25 Abs. 3. Letztere erhielten bis zum Inkrafttreten des Zuwanderungsgesetzes am 1. Januar 2005 vielfach nur eine Duldung.

### Österreich
In Österreich regelt das Asylgesetz das Verfahren für Asylwerber, es ist Sache des Innenministeriums.
Ein Asylverfahren beginnt mit der persönlichen Einbringung des Antrages auf internationalen Schutz bei einer Erstaufnahmestelle des Bundes (Traiskirchen, Flughafen Schwechat oder St. Georgen am Attergau). Dort werden die Asylwerber medizinisch untersucht und untergebracht. Danach erfolgt die Erstbefragung durch die Organe des öffentlichen Sicherheitsdienstes mit Hilfe eines Dolmetschers, um die Identität festzustellen und den Fluchtweg zu bestimmen. Es kann auch zu einer weiteren Einvernahme kommen, nach welcher die Behörde befugt ist zu entscheiden, ob der Antrag inhaltlich (Fluchtgründe) von Österreich geprüft werden muss oder aufgrund der Zuständigkeit eines anderen Staates gem. der Dublin-III-Verordnung oder eines Folgeantrages (z. B. 2., 3. Asylantrag) zurückzuweisen ist.
Nach der Zulassung zum Verfahren in Österreich beginnt das eigentliche inhaltliche Verfahren vor dem Bundesamt für Fremdenwesen und Asyl. Ab Einbringung des Asylantrages kommen die Asylwerber in die sogenannte Grundversorgung, die gewährt wird, solange das Verfahren läuft, was einen Zeitraum von bis zu mehreren Jahren bedeuten kann. Die Landesgrundversorgungsgesetze regeln die näheren Einzelheiten und die Dauer der Grundversorgung. In der Grundversorgung bekommen die Asylwerber in den österreichischen Einrichtungen reine Sachleistungen wie Essen, Kleidung, und ein Taschengeld von 40 Euro im Monat. Sie sind außerdem krankenversichert und bei Kindern gilt die Schulpflicht.
Als subsidiär Schutzberechtigte werden in Österreich Personen bezeichnet, deren Asylantrag abgewiesen wurde, die aber aus Gefahr für Leib oder Würde über eine befristete Aufenthaltsgenehmigung verfügen. Sie werden ebenfalls unter Grundversorgung gestellt.
Seit August 2024 besteht für Asylwerber und Asylwerberinnen in der Bundesbetreuung eine Verpflichtung, gemeinnützige Arbeiten anzunehmen, ebenso in Vorarlberg.

### Schweiz
In der Schweiz ist das Asylrecht im Asylgesetz (AsylG) vom 26. Juni 1998 SR 142.31 (Stand: 22. November 2022) geregelt. Zuständig für das Asylverfahren ist das Staatssekretariat für Migration.
Asylsuchende müssen ihr Asylgesuch nach Art. 19 AsylG bei der Grenzkontrolle in einem schweizerischen Flughafen, bei der Einreise an einem geöffneten Grenzübergang oder an einer Empfangsstelle einreichen und dürfen sich während des gesamten Asylverfahrens in der Schweiz aufhalten und einer bewilligten Arbeit in dem ihr zugewiesenen Kanton nachgehen (Arbeitsaufnahme ist gemäß Art. 43 AsylG erst nach 3 Monaten Aufenthalt möglich). Lehnt das Bundesamt für Migration das jeweilige Asylgesuch ab oder tritt darauf materiell nicht ein, ist eine Beschwerde an das Bundesverwaltungsgericht möglich. Beschwerdefristen sind bei materiellen Entscheiden 30 Tage, bei Nichteintretensentscheiden 5 Arbeitstage. Die Dauer des Asylverfahrens wurde in den letzten zwei Jahren durch diverse Maßnahmen auf beiden Instanzebenen deutlich verkürzt bzw. eingeschränkt.
Seit März 2019 finden auf Basis des revidierten Asylgesetzes beschleunigte Verfahren in den Zentren des Bundes statt. Asylsuchende erhalten eine unentgeltliche Beratung und Rechtsvertretung. Wer ein Aufenthaltsrecht erhalten hat oder eine maximale Aufenthaltsdauer von 140 Tagen in einem BAZ erreicht hat, wird einem Kanton zugewiesen.

### Vereinigte Staaten
Die Vereinigten Staaten unterscheiden, anders als die Europäische Union, streng zwischen Asylbewerbern und Flüchtlingen. Das Asylrecht basiert dabei auf Erlass 208 des INA. In den Jahren 2010 bis 2014 wurde rund 10.000 Menschen jährlich Asyl gewährt.
Asylbewerber (asylum seekers) sind dabei Menschen, die einen Asylantrag bereits auf dem Staatsgebiet der USA oder an der Grenze stellen. Seit 2014 können solche Anträge nach einer Befragung der Antragssteller durch einen Vertreter der Ausländerbehörde abgelehnt werden und eine Abschiebung auch ohne gerichtliche Anhörung durchgeführt werden. Kommen die Bewerber aus einem sicheren Drittland wie etwa Kanada, werden sie zurückgeschickt. Asylbewerber können in den USA für Wochen oder Monate inhaftiert werden, bis über ihre Anträge entschieden ist. Sollten sie während ihres Verfahrens dennoch auf freien Fuß gesetzt werden, haben sie nicht das Recht zu arbeiten und erhalten keine finanzielle Unterstützung durch den Staat. Anerkannte Asylbewerber dürfen arbeiten, können sich freiwillig um eine dauerhafte Aufenthaltsgenehmigung bewerben und nach frühestens fünf Jahren die Staatsbürgerschaft beantragen.
Im Juli 2019 kündigte die Trump-Administration eine Änderung des Asylrechts an, nach der vom 15. Juli 2019 an nur noch Personen Asyl beantragen können, die nicht aus einem Transitland kommend die USA erreichen. Kurz zuvor war der Versuch gescheitert, den Migrationsdruck auf die US-Südgrenze durch sogenannte Sichere-Drittstaaten-Regelungen mit Staaten südlich der USA zu verringern. Die neue Regelung würde praktisch jeden erfassen, der kein mexikanischer Staatsbürger ist. Die Maßnahme wurde in Form einer Regeländerung für die US-Grenzpolizei vom US-Justizministerium und der Heimatschutzbehörde verfasst und kann seit Mitte September 2019 mit Billigung des Obersten Gerichtshofs angewendet werden, während der Rechtsstreit darüber weiter läuft.

### Kanada
Kanada unterscheidet, ähnlich wie die Vereinigten Staaten, zwischen Asylbewerbern und Flüchtlingen. Asylbewerber können an der Grenze Kanadas oder bei Behörden innerhalb des Landes einen Asylantrag stellen. Anträge von Bewerbern aus sicheren Drittstaaten, wie beispielsweise denen der Europäischen Union, werden meist abgelehnt. Personen, die kanadisches Staatsgebiet illegal betreten, darunter Migranten und Asylbewerber, können seit 2012 bis zur Klärung der Rechtmäßigkeit ihres Antrages, beispielsweise bis zur Klärung ihrer Identität, eingesperrt werden. Die Zahl der Personen, die auf kanadischem Boden um Asyl ersuchten, schwankte zwischen etwa 25.000 (2011) und 16.000 (2014).

## Statistik

### EU
Die Zahl der Asylanträge, die in der EU eingingen, betrug zwischen Juli 2014 und April 2015 durchschnittlich 65.000 monatlich. Für das Gesamtjahr 2014 weist die Statistik von Eurostat mit 626.710 fast 45 % mehr als im Vorjahr 2013 (432.055) aus, was vor allem auf den Bürgerkrieg in Syrien sowie die Konflikte in Afghanistan und im Irak zurückzuführen ist. Die Zahlen von Eurostat messen jedoch nicht die Zahl der Asylbewerber, sondern der Anträge; dabei werden zahlreiche Asylbewerber doppelt oder mehrfach erfasst: etwa die, die vom Dublin-Verfahren betroffen sind, sollten etwa in den Richtlinien des Jahres 2013 ausdrücklich zweimal als Asylbewerber registriert werden: sowohl in dem Mitgliedstaat, aus dem sie abgeschoben werden, als auch in dem Land, in das sie abgeschoben werden. Zudem werden Folgeanträge entgegen der Erfassungsrichtlinie von einzelnen Mitgliedsstaaten wie Österreich nicht als solche ausgewiesen und daher der Asylbewerber doppelt erfasst. Auch der missbräuchliche erneute Antrag unter neuer Identität wird doppelt gezählt. Die tatsächlichen der Asylbewerberzahlen in der EU werden als 25 %–30 % niedriger geschätzt.
Nach der Verordnung (EU) Nr. 604/2013 (Dublin III) sind Asylanträge in dem Land der Europäischen Union zu stellen, das die Flüchtlinge als erstes erreicht haben. Da die meisten Bootsflüchtlinge aus afrikanischen Ländern über das Mittelmeer nach Europa kommen wollen, sind dies häufig Italien und Griechenland. Im Juni 2015 befanden sich in Italien 76.000 geflüchtete Personen in Aufnahmezentren, die dadurch völlig überlastet waren. Die EU-Kommission wollte daher 24.000 Asylwerber aus Italien und 16.000 weitere aus Griechenland auf andere EU-Länder verteilen, was jedoch bei den Mitgliedstaaten auf Ablehnung stieß. Sie fürchteten, dass die Kommissionsvorschläge dauerhaft die Dublin-Regeln aushebeln könnten. Die österreichische Innenministerin Mikl-Leitner unterstützte hingegen den Vorschlag.
Im Vergleich unter Industrienationen (2010–2014) war laut UNHCR der Anteil an Asylwerbern pro 1000 Einwohnern in Schweden (24,4), Malta (17,5) und Luxemburg (12,6) am höchsten, während Österreich mit 10,4 auf Platz 8 lag. In absoluten Zahlen lag 2014 Deutschland an der Spitze, gefolgt von den USA, der Türkei und Schweden.
Betrachtet man allerdings die Gesamtzahl der weltweiten Flüchtlinge laut UNHCR beziehungsweise UNRWA (19,5 Millionen im Jahr 2014), wurden 86 % von einem „Entwicklungsland“ aufgenommen. Nur 1,66 Millionen davon stellten einen offiziellen Asylantrag. Seit Ende des Jahres 2014 stammen fast ein Viertel der weltweiten Flüchtlinge aus Syrien, 95 % davon befinden sich in den unmittelbaren Nachbarländern.

Anzahl der Asylanträge in der EU insgesamt (schwarzweißer Graph) und in neun EU-Staaten von 2008 bis 2017.

| Jahr                                                | 2008    | 2009    | 2010    | 2011    | 2012    | 2013    | 2014    | 2015      | 2016      | 2017    |
| --------------------------------------------------- | ------- | ------- | ------- | ------- | ------- | ------- | ------- | --------- | --------- | ------- |
| Europäische Union                                   | 225.150 | 263.835 | 259.400 | 309.040 | 335.290 | 431.090 | 626.960 | 1.322.825 | 1.259.955 | 649.855 |
| Deutschland                                         | 26.845  | 32.910  | 48.475  | 53.235  | 77.485  | 126.705 | 202.645 | 476.510   | 745.155   | 198.255 |
| Frankreich                                          | 41.840  | 47.620  | 52.725  | 57.330  | 61.440  | 66.265  | 64.310  | 76.165    | 84.270    | 91.070  |
| Großbritannien                                      | 31.290  | 31.665  | 24.335  | 26.915  | 28.800  | 30.585  | 32.785  | 40.160    | 38.785    | 33.310  |
| Italien                                             | 30.140  | 17.640  | 10.000  | 40.315  | 17.335  | 26.620  | 64.625  | 83.540    | 122.960   | 126.550 |
| Griechenland                                        | 19.885  | 15.925  | 10.275  | 9.310   | 9.575   | 8.225   | 9.430   | 13.205    | 51.110    | 57.020  |
| Spanien                                             | 4.515   | 3.005   | 2.740   | 3.420   | 2.565   | 4.485   | 5.615   | 14.780    | 15.755    | 30.455  |
| Schweden                                            | 24.785  | 24.175  | 31.850  | 29.650  | 43.855  | 54.270  | 81.180  | 162.450   | 28.790    | 22.190  |
| Österreich                                          | 12.715  | 15.780  | 11.045  | 14.420  | 17.415  | 17.500  | 28.035  | 88.160    | 42.255    | 22.160  |
| Schweiz                                             | 16.520  | 15.900  | 15.425  | 23.615  | 28.400  | 21.305  | 23.555  | 39.445    | 27.140    | 16.615  |
| EU plus Island, Liechtenstein, Schweiz und Norwegen | 256.155 | 297.175 | 284.985 | 341.795 | 373.550 | 464.505 | 662.165 | 1.393.875 | 1.291.785 | 670.885 |

### Deutschland
Bis Mitte der 1980er Jahre war die Zahl der Asylbewerber in Deutschland vergleichsweise gering. In der Zeit von 1985 bis zum Höhepunkt 1992 stieg die Zahl der Asylbewerber in Deutschland von ca. 74.000 im Jahr 1985 auf ca. 438.000 im Jahr 1992 an. Die Asylbewerber kamen Anfang der 1990er Jahre vor allem aus den sich im Krieg befindenden Ländern des ehemaligen Jugoslawien. Aufgrund des Asylkompromisses und dem Ende des Bürgerkrieges sanken die Zahlen.
Zum Stichtag 31. Dezember 2009 waren im deutschen Ausländerzentralregister (AZR) 51.506 Personen mit einer Asylberechtigung erfasst. Weitere 34.460 Menschen waren erfasst, denen eine Aufenthaltsgestattung als Asylsuchende erteilt wurde. Die Zahl der registrierten Menschen mit Flüchtlingsschutz betrug 67.585. Zudem waren zu dem Stichtag 24.839 Menschen mit einem Aufenthaltstitel erfasst, die aufgrund bestimmter Abschiebungsverbote erteilt werden. Hauptherkunftsländer sind die Türkei, Irak, Afghanistan und Iran.
2011 haben 45.571 Menschen in Deutschland um Asyl gebeten. 2012 stieg die Anzahl auf 77.540 Asylbewerber, davon 12.810 aus Serbien, 7.930 aus Syrien und 7.840 aus Afghanistan. 2013 erfolgten 127.013 Asylanträge, 2014 bereits 202.834.
Nach einer Schätzung des Bundesamts für Migration und Flüchtlinge aus dem ersten Halbjahr 2015 wurden 2015 bis zu 450.000 Asylanträge in Deutschland erwartet, was eine Verdoppelung gegenüber dem Vorjahr bedeutet hätte. Im August 2015 wurde diese Schätzung durch die Bundesregierung auf 800.000 erwartete Asylsuchende erhöht. Diese Prognose wurde am 8. Dezember 2015 aber bereits weit übertroffen, bis zu diesem Stichtag sind bereits über eine Million Asylbewerber registriert worden. Tatsächlich wurden laut einem internen Bericht insgesamt bis zu 1,5 Millionen Asylbewerber für 2015 erwartet, was insbesondere an der Schwierigkeit einer vollständigen Erfassung aller Asylbewerber liegt.
In einer Antwort auf eine Anfrage der Bundestagsfraktion Die Linke gab die Bundesregierung bekannt, dass Ende Juni 2016 insgesamt 549.209 abgelehnte Asylbewerber in Deutschland verblieben sind, davon etwa 400.000 seit mehr als sechs Jahren. Die deutschen Bundesländer schoben von Januar bis Ende Juli 2016 nur 13.134 Ausländer ab.

### Österreich
Von 1956 bis 1968 lag die Anzahl der Asylanträge konstant bei ca. 4.000 Anträgen pro Jahr. In den folgenden Jahren wurde während der Niederschlagung des Prager Frühlings in der CSSR per Erlass allen, die aus der CSSR nach Österreich flohen, Asyl gewährt. Von etwa 162.000 Tschechen und Slowaken, die nach Österreich kamen, suchten jedoch nur etwa 12.000 in Österreich um Asyl an.
Auch 1981 und 1982 flohen nach der Verhängung des Kriegsrechts in Polen zwischen 120.000 und 150.000 Polen nach Österreich, wovon der größte Teil Österreich in den Folgejahren wieder verließ.
In den Jahren 1987 bis 1991 war nach dem Zusammenbruch des kommunistischen Systems in Osteuropa ein kontinuierlicher Anstieg der Asylanträge ersichtlich (1987: 11.406, 1991: 17.306). Gleichzeitig sank die Anerkennungsquote stark ab (1987: 31,0 %, 1991: 12,6 %).
Im Jahr 1993 wurde in Österreich ein neues Asylgesetz verabschiedet, welches es Flüchtlingen nicht legal ermöglichen sollte, nach dem Transit durch ein sicheres Land in Österreich einzureisen, um einen Asylantrag zu stellen. Bereits an der Grenze wurde eine Abweisung im Schnellverfahren innerhalb von sechs Tagen möglich.
Während des Kosovo-Konflikts von März 1998 bis Mai 1999 flohen nach Angaben des UNHCR fast 795.000 Menschen aus dem Kosovo. Die Mehrheit von den rund 665.000 Personen floh in die Nachbarländer. Auch Österreich nahm etwa 5.000 Flüchtlinge auf, was im Jahr 1999 zu einem größeren Anteil an positiv entschiedenen Asylanträgen führte.
In den Jahren 2000 und 2001 wurden von 18.284 Asylanträgen (beziehungsweise 30.127 im Jahr 2001) wiederum nur 5,48 % (3,82 %) positiv erledigt. Den Höhepunkt bisher erreichte die Anzahl der Asylanträge im Jahr 2002 mit 39.354 Anträgen. Daraufhin wurde im Jahr 2003 vom Ministerrat eine Novelle zum Asylgesetz beschlossen, die zu schnelleren Verfahren führen sollte. Die Novelle beinhaltete auch die Aufenthaltspflicht der Asylwerber im Erstaufnahmezentrum von bis zu 20 Tagen und das Neuerungsverbot, bei welchem in zweiter Instanz keine neuen Fakten mehr vorgelegt werden dürfen. Das neue Gesetz trat 2004 während der Koalition der Regierungsparteien ÖVP und FPÖ in Kraft, wurde jedoch vom Verfassungsgerichtshof als teilweise verfassungswidrig aufgehoben und später durch das geltende Asylgesetz 2006 ersetzt.
Im Jahr 2010 erreichte die Zahl der Asylwerber in Österreich ihren Tiefststand von 11.012. Etwa 70 % (7.768) davon waren männlich und 687 unter 18-jährig. Im selben Jahr wurden insgesamt 2.977 Asylanträge positiv entschieden und 13.290 abgelehnt. Darunter fallen auch Anträge aus den vorhergehenden Jahren.
Seitdem ist die Zahl der Anträge wieder gestiegen. Zwischen Juli 2014 und Mai 2015 betrug die Zahl der Asylanträge in Österreich durchschnittlich 3.600 pro Monat. Von insgesamt 28.064 flüchtenden Menschen, die im Jahr 2014 in Österreich um Asyl ansuchten, waren 7.730 aus Syrien, 5.076 aus Afghanistan, 1.996 aus der Russischen Föderation und 1.903 aus dem Kosovo. 2014 erhielten etwa 39.000 Menschen eine Grundversorgung vom Staat, davon waren 28.000 Asylwerber. Gesamt wurden bis zu diesem Jahr für Asylwerber mit noch nicht abgeschlossenem Verfahren etwa 150 Millionen Euro pro Jahr aufgewendet, etwa drei Viertel der gesamten Grundversorgung, und etwa 5 % des Budgets für Soziales und Gesundheit.
Experten des Innenministeriums prognostizieren Mitte 2015 für dieses Jahr einen Anstieg auf mindestens 80.000 statt der anfänglich geschätzten 40.000. Das ist gemessen an der Bevölkerungszahl weit weniger als in Deutschland. Im ersten Quartal 2015 betrug der Zuwachs der Asylanträge dann bereits 149,7 % statt der erwarteten 43 %.